# Parafia Świętych Apostołów Piotra i Pawła w Lędzinach
Parafia Świętych Apostołów Piotra i Pawła – rzymskokatolicka parafia znajdująca się w Lędzinach, w dzielnicy Górki. Parafia należy do dekanatu Lędziny w archidiecezji katowickiej. 